# Benet Rocabertí
|  | No s'ha de confondre amb Benet de Rocabertí. |

Benet de Rocabertí (?-1684) fou un religiós català i va arribar a ocupar el càrrec d'abat de Sant Pere de Camprodon entre 1677 i 1684, quan va morir. Era fill de Pau Dídac de Rocabertí i Boixadors i Anna de Sarriera.